# It's So Easy!
"It's So Easy!" is een nummer van de Amerikaanse band The Crickets. Het verscheen op 12 september 1958 als single. In 1977 nam de Amerikaanse zangeres Linda Ronstadt een cover van het nummer op voor haar album Simple Dreams. Deze versie verscheen op 20 september van dat jaar als de tweede single van het album.

## Achtergrond

### The Crickets
"It's So Easy!" is geschreven door Buddy Holly en Norman Petty en geproduceerd door Petty. Het nummer werd tussen juni en augustus 1958 opgenomen in de thuisstudio van Petty. De gitaar op de opname werd gespeeld door Tommy Allsup. Het is de laatste single die The Crickets uitbrachten in de tijd dat Holly deel uitmaakte van de band. Op 28 oktober 1958 speelde de band het nummer in het televisieprogramma American Bandstand. Het lied werd uitgebracht als single, die enkel in Australië de hitlijsten bereikte met een 34e plaats als hoogste notering.

### Linda Ronstadt
In 1977 nam Linda Ronstadt een cover van "It's So Easy" (waarbij het uitroepteken in de titel kwam te vervallen) op voor haar album Simple Dreams, geproduceerd door Peter Asher. Haar versie werd door Asylum Records op 20 september van dat jaar uitgebracht als single. Haar versie bereikte de vijfde plaats in de Amerikaanse Billboard Hot 100, in dezelfde week waarin haar vorige single "Blue Bayou" ook in de top 5 stond. In de Britse UK Singles Chart kwam de single tot de elfde plaats. Ook in onder meer Argentinië, Canada, Denemarken, Zuid-Afrika en Zwitserland werd de top 10 gehaald. In Nederland piekte de single op de achtste plaats in de Top 40 en de dertiende plaats in de Nationale Hitparade, terwijl in Vlaanderen de vierde positie in een voorloper van de Ultratop 50 werd gehaald.

## Hitnoteringen
Alle hitnoteringen zijn behaald door de versie van Linda Ronstadt.

### Nederlandse Top 40
| Hitnotering: 12-11-1977 t/m 14-01-1978 | Hitnotering: 12-11-1977 t/m 14-01-1978 | Hitnotering: 12-11-1977 t/m 14-01-1978 | Hitnotering: 12-11-1977 t/m 14-01-1978 | Hitnotering: 12-11-1977 t/m 14-01-1978 | Hitnotering: 12-11-1977 t/m 14-01-1978 | Hitnotering: 12-11-1977 t/m 14-01-1978 | Hitnotering: 12-11-1977 t/m 14-01-1978 | Hitnotering: 12-11-1977 t/m 14-01-1978 | Hitnotering: 12-11-1977 t/m 14-01-1978 | Hitnotering: 12-11-1977 t/m 14-01-1978 | Hitnotering: 12-11-1977 t/m 14-01-1978 |
| Week                                   | 1                                      | 2                                      | 3                                      | 4                                      | 5                                      | 6                                      | 7                                      | 8                                      | 9                                      | 10                                     |                                        |
| -------------------------------------- | -------------------------------------- | -------------------------------------- | -------------------------------------- | -------------------------------------- | -------------------------------------- | -------------------------------------- | -------------------------------------- | -------------------------------------- | -------------------------------------- | -------------------------------------- | -------------------------------------- |
| Nummer                                 | 23                                     | 14                                     | 11                                     | 9                                      | 8                                      | 8                                      | 12                                     | 19                                     | 27                                     | 34                                     | uit                                    |

### Nationale Hitparade
| Hitnotering: 12-11-1977 t/m 07-01-1978 | Hitnotering: 12-11-1977 t/m 07-01-1978 | Hitnotering: 12-11-1977 t/m 07-01-1978 | Hitnotering: 12-11-1977 t/m 07-01-1978 | Hitnotering: 12-11-1977 t/m 07-01-1978 | Hitnotering: 12-11-1977 t/m 07-01-1978 | Hitnotering: 12-11-1977 t/m 07-01-1978 | Hitnotering: 12-11-1977 t/m 07-01-1978 | Hitnotering: 12-11-1977 t/m 07-01-1978 | Hitnotering: 12-11-1977 t/m 07-01-1978 | Hitnotering: 12-11-1977 t/m 07-01-1978 |
| Week                                   | 1                                      | 2                                      | 3                                      | 4                                      | 5                                      | 6                                      | 7                                      | 8                                      | 9                                      |                                        |
| -------------------------------------- | -------------------------------------- | -------------------------------------- | -------------------------------------- | -------------------------------------- | -------------------------------------- | -------------------------------------- | -------------------------------------- | -------------------------------------- | -------------------------------------- | -------------------------------------- |
| Nummer                                 | 26                                     | 13                                     | 15                                     | 17                                     | 16                                     | 15                                     | 13                                     | 19                                     | 25                                     | uit                                    |

### NPO Radio 2 Top 2000
| Nummer met noteringen in de NPO Radio 2 Top 2000 | '99  | '00 | '01  | '02 |
| ------------------------------------------------ | ---- | --- | ---- | --- |
| It's So Easy                                     | 1489 | -   | 1892 | 329 |

1. ↑  Een '-' betekent dat het nummer niet was genoteerd en een vetgedrukt getal geeft de hoogste notering aan.
2. ↑  Deze tabel is bijgewerkt tot en met de laatste editie (2024).